# Juan Delibes
Juan Domingo Delibes de Castro (Valladolid, 1956) es un biólogo y divulgador español.

## Biografía
Es el quinto de los siete hijos del matrimonio compuesto por Miguel Delibes y Ángeles de Castro. En sus comienzos fue investigador, durante siete años, del Consejo Superior de Investigaciones Científicas, en concreto en el Museo Nacional de Ciencias Naturales, en el que se graduó. Amante de la caza y de la pesca por tradición familiar, su trayectoria profesional ha estado vinculada a ellas y a la conservación de la naturaleza. En relación con esta, ha colaborado con distintos proyectos como los de la Fundación CBD-Hábitat para la conservación del lince, águila imperial, buitre negro y cigüeña negra, o los vinculados a la pesca, como la limpieza del río Sella de plomos de pesca.
Entre 1987 y 2000 dirigió la revista de caza Trofeo y en 1993 impulsó la publicación de la revista Trofeo Pesca, la primera de rango nacional dedicada a la pesca, que dirigió hasta 1998. En ambas promovió una línea editorial caracterizada por compatibilizar la caza y la pesca con la conservación de la naturaleza. En 1996 dirigió un curso de verano de la Universidad Complutense, bajo el título «La caza; una alternativa agraria compatible con la conservación» y entre las conferencias impartidas destaca la hecha en la sede del Parlamento Europeo, en Estrasburgo, sobre la compatibilidad de la caza y la conservación de la naturaleza.
Es autor de distintos trabajos científicos y de divulgación sobre caza, pesca y naturaleza en periódicos y revistas nacionales e internacionales y de los libros Guía de la Pesca en España, Examen del cazador o Libro rojo de los vertebrados españoles, entre otros.
Entre 1997 y 2003 dirigió el canal de televisión Seasons, especializado en caza, pesca y naturaleza y emitido por Canal Satélite Digital, y desde 2003 es director del canal Caza y Pesca, emitido por Movistar+. También presenta el espacio Veda Abierta, dedicado a entrevistas, y modera el debate Galgos o Podencos. El 4 de octubre de 2007 fue nombrado Ingeniero de Montes de Honor por la Universidad Politécnica de Madrid, y en junio de 2012 recibió el Premio Literario Jaime de Foxá por el artículo «Medio siglo de codornices con Miguel Delibes», que se publicó en la revista Trofeo Caza y Conservación en julio de 2011.

## Obra

### Algunas publicaciones
- Guía de la Pesca en España (1999)
- Examen del cazador. Libro de teoría (1990, coautor)
- Guía Larousse de la caza (2003, adaptación)